# عبد الكريم بكار
عبد الكريم بن محمد الحسن بكّار (1951م / 1370-)، كاتب سوري من المؤلفين البارزين في مجالات التربية والفكر الإسلامي. يسعى إلى تقديم طرح مؤصل ومجدد لمختلف القضايا ذات العلاقة بالحضارة الإسلامية وقضايا النهضة والفكر والتربية والعمل الدعوي.

## حياته
ولد في محافظة حمص، حصل على البكالوريوس من كلية اللغة العربية بجامعة الأزهر (1973م/ 1393هـ)، وعلى الماجستير في عام (1975م/1395هـ)، والدكتوراه في عام (1979م/1399هـ) من قسم أصول اللغة بالكلية نفسها بجامعة الأزهر، وكان عنوان رسالة الدكتوراه:  «الأصوات واللهجات في قراءة الكسائي».

## التدرج الأكاديمي
1. محاضر، جامعة الإمام محمد بن سعود الإسلامية، بريدة – المملكة العربية السعودية (1396هـ - 1401هـ / 1976م-1980م).
2. أستاذ مساعد، جامعة الإمام محمد بن سعود الإسلامية، بريدة – المملكة العربية السعودية (1401هـ - 1406هـ / 1980م-1985م).
3. أستاذ مشارك، جامعة الإمام محمد بن سعود الإسلامية، بريدة – المملكة العربية السعودية (1406هـ - 1410هـ / 1985م-1989م).
4. أستاذ مشارك، جامعة الملك خالد، أبها – المملكة العربية السعودية (1409هـ - 1412هـ / 1989م – 1992م).
5. أستاذ، جامعة الملك خالد، أبها – المملكة العربية السعودية (1412هـ-1423هـ/1992م-2002م).
6. أستاذ، الجامعة العربية المفتوحة، الرياض – المملكة العربية السعودية (2003م-2004م).
7. أستاذ، جامعة الإمام محمد بن سعود الإسلامية، الرياض - المملكة العربية السعودية (2005م)

## الأنشطة الأكاديمية
قاد بكار مسيرة أكاديمية طويلة دامت 26 عاما بدأت عام 1396هـ / 1976م في جامعة الإمام محمد بن سعود الإسلامية في القصيم، لينتقل بعدها إلى جامعة الملك خالد في أبها في عام 1409هـ / 1989م حصل خلالها على درجة الأستاذية في عام 1412هـ / 1992م وليبقى فيها حتى استقال منها عام 1422هـ / 2002م ليتفرغ للتأليف والعمل الثقافي والفكري حيث يقيم في العاصمة السعودية، الرياض.
تركزت المسيرة الأكاديمية له على تدريس اللغويات والتي شملت مواد المعاجم اللغوية، دلالة الألفاظ، الأصوات اللغوية، اللهجات العربية، القراءات القرآنية واللهجات، النحو، الصرف، المدارس النحوية وتاريخ النحو. كما قدم د. بكار خلال تلك الفترة عددا من الأبحاث والكتب المتخصصة والتعليمية في مجال اللغويات، وأسهم في النشاط الأكاديمي للجامعات التي عمل بها من خلال رئاسته لعدد كبير من اللجان العلمية، ورئاسته لقسم النحو والصرف وفقه اللغة لعدة سنوات، ومساهمته في وضع المناهج، والإشراف على البحوث، وتحكيم الدراسات العلمية.
ود. بكار عضو في المجلس التأسيسي للهيئة العالمية للإعلام الإسلامي التابعة لرابطة العالم الإسلامي الرياض، وعضو الهيئة الاستشارية بمجلة الإسلام اليوم (الرياض)، وعضو الهيئة التأسيسية لقناة دليل، وعضو في مجلس الأمناء لقناة سنا الفضائية (عمان).
درس خلال سنوات عمله الأكاديمية في حقلين: حقل اللغويات وحقل الثقافة الإسلامية.
درّس في حقل اللغويات المواد التالية: المعاجم اللغوية، دلالة الألفاظ، الأصوات اللغوية، اللهجات العربية، القراءات القرآنية واللهجات، النحو، الصرف، المدارس النحوية وتاريخ النحو.
درس في حقل الثقافة الإسلامية: الثقافة الإسلامية والحديث النبوي الشريف.
- رئاسة قسم النحو والصرف وفقه اللغة في كلية اللغة العربية والعلوم الاجتماعية بأبها (1989-1993م/1409هـ - 1413هـ).
- المساهمة في وضع مناهج برنامج (الماجستير) في كلية التربية للبنات بأبها عام 1993م/ 1413هـ.
- رئاسة عدد من اللجان العلمية والفنية مثل لجنة (تقويم الإرشاد الأكاديمي) في الكلية ولجنة (الأسئلة) ولجنة (تطوير المناهج) ولجنة (نشاط أعضاء هيئة التدريس)، والعضوية في عدد كبير من اللجان مثل اللجنة العلمية ولجنة الأسئلة، واللجنة التحضيرية لمجلس الكلية.
- الإشراف على مئات البحوث النظرية والعملية على المستوى الجامعي، بالإضافة إلى تقييم بعض البحوث المعدة للنشر في بعض المجلات المحكّمة، ومناقشة رسالة دكتوراه

## مؤلفاته
للدكتور بكار حوالي اربعين كتاباً في هذا المجال، لقي الكثير منها رواجاً واسعاً في مختلف دول العالم العربي، كما قدم د. بكار للمكتبة الصوتية أكثر من مائة ساعة صوتية مسجلة ومنشورة في مكتبات التسجيلات الصوتية.
ويحرص د. بكار على أن يقدم رؤاه الفكرية والتربوية من خلال مشاركته الواسعة في مختلف الصحف والمجلات العربية المتخصصة والعامة، حيث يكتب د. بكار مقالات دورية في مجلة البيان اللندنية ومجلة الإسلام اليوم الشهرية ومجلة مهارتي الصادرة عن جامعة الملك سعود وموقع الإسلام اليوم، كما يشارك باستمرار منذ أكثر من عشرين سنة بمقالاته ودراساته في عدد من المجلات الدورية الأخرى.
بالإضافة إلى ذلك، للدكتور بكار نشاط مكثف على صعيد المحاضرات والندوات الفكرية والثقافية والدورات التدريبية، وشارك في المئات منها في المملكة العربية السعودية والكويت وقطر والبحرين وتركيا ولبنان ومصر والأردن وماليزيا والسودان. كما يقدم حالياً برنامجاً أسبوعياً في قناة دليل الإسلامية باسم  «آفاق حضارية» ، وبرنامجاً شهرياً بقناة المجد باسم  «معالي» ، وكان د. بكار قد قدم برنامجاً تلفزيونياً أسبوعياً في قناة المجد باسم «دروب النهضة» لمدة عامين، وبرنامجاً إذاعياً أسبوعياً باسم «بناء العقل في القرآن الكريم» ووبرنامجاً إذاعياً أسبوعياً آخر باسم العلاقات الإنسانية في المجتمع الإسلامي استمرا لمدة سنتين بإذاعة القرآن الكريم بالرياض، بالإضافة لاستضافته في برامج عديدة على قناة الرسالة وقناة اقرأ وقناة الناس والتلفزيون السعودي.

### الإنتاج العلمي والفكري والثقافي الكتب والدراسات المتخصصة
1. «أصول توجيه القراءات ومذاهب النحويين فيها حتى نهاية القرن الرابع الهجري»، بحث غير منشور (1984م/1404هـ).
2. «ابن مجاهد شيخ قراء بغداد»، بحث، مجلة كلية اللغة العربية والعلوم الاجتماعية بالقصيم (1984م/1404هـ).
3. «القواعد والإشارات في أصول القراءات» للقاضي أحمد بن عمر الحموي (تحقيق)، الناشر: دار القلم، دمشق (1986م/1406هـ).
4. «الصفوة من القواعد الإعرابية». الناشر: دار القلم، دمشق (1987م-1407هـ).
5. «رد الانتقاد على الشافعي في اللغة» للإمام البيهقي (تحقيق). الناشر: دار البخاري، بريدة (1987م/ 1407هـ).
6. «أثر القراءات السبع في تطور التفكير اللغوي»، الناشر: دار القلم، دمشق (1990م / 1410هـ).
7. «المهدوي ومنهجه في كتابه الموضح»، الناشر: دار القلم، دمشق (1991م / 1411هـ).
8. «ابن عباس مؤسس علوم العربية»، الناشر: دار السوادي، جدة (1991م / 1411هـ).

### الكتب والدراسات الفكرية والثقافية
1. «إنشاء مركز لتعليم اللغة العربية»، دراسة، ندوة (اللغة العربية وآفاق المستقبل)، كلية اللغة العربية بأبها (1993م/1413هـ).
2. «فصول في التفكير الموضوعي»، الناشر: دار القلم، دمشق (الطبعة الثانية: 1994م / 1414هـ).
3. «نحو فهم أعمق للواقع الإسلامي»، الناشر: دار المسلم، الرياض (1415هـ/1995م).
4. «من أجل انطلاقة حضارية شاملة»، الناشر: دار المسلم، الرياض (1415هـ/1995م).
5. «مقدمات للنهوض بالعمل الدعوي»، الناشر: دار المسلم، الرياض (1416هـ/1996م).
6. «مدخل إلى التنمية المتكاملة»، الناشر: دار المسلم، الرياض (1417هـ/1997م).
7. «في إشراقة آية»، الناشر: دار هجر، أبها (1417هـ/1997م).
8. «من أجل شباب جديد»، بحث منشور في وقائع المؤتمر، المؤتمر السنوي للندوة العالمية للشباب الإسلامي، عمّان-الأردن (1998م- 1418هـ).
9. «حول التربية والتعليم»، الناشر: دار المسلم، الرياض (1419 هـ/1999م).
10. «العولمة»، الناشر: دار الأعلام، عمّان (1419 هـ/ 1999م).
11. «القراءة المثمرة»، الناشر: دار القلم، دمشق (1420 هـ/2000م).
12. «عصرنا»، الناشر: دار القلم، دمشق (1420هـ/2000م).
13. «العيش في الزمان الصعب»، الناشر: دار القلم، دمشق (1420هـ/2000م).
14. «رؤى ثقافية»، الناشر: دار المسلم، الرياض (1421 هـ/2001م).
15. «تجديد الوعي»، الناشر: دار القلم، دمشق (1422هـ/2002م).
16. «اكتشاف الذات»، الناشر: دار الأعلام، عمّان (الطبعة الثانية: 1423هـ/2003م).
17. «دليل التربية الأسرية»، الناشر: دار الأعلام، عمّان (الطبعة الثانية: 1423هـ/2003م).
18. «خطوة نحو التفكير القويم»، الناشر: دار الأعلام، عمّان (1423هـ/2003م).
19. «تشكيل عقلية إسلامية معاصرة»، الناشر: دار الأعلام، عمّان (1423هـ/2003م).
20. «جدد عقلك»، الناشر: دار الأعلام، عمّان (1423هـ/2003م).
21. «بناء الأجيال»، الناشر: المنتدى الإسلامي، الرياض (1423هـ/2003م).
22. «المتحدث الجيد»، الناشر: مركز حوار الأجيال، الرياض (تحت الطبع).
23. «تجديد الخطاب الإسلامي» (الجزء الأول) الرياض - دار المسلم عام 2005.
24. «تجديد الخطاب الإسلامي» (الجزء الثاني) الرياض - مكتبة العبيكان 2006.
25. «وجهتي في الحياة» نشر دمشق - مركز التنمية الفكرية عام 2007.
26. «تأسيس عقلية الطفل» دمشق - مركز التنمية الفكرية عام 2007.
27. «إلى أبنائي وبناتي خمسون شمعة لإضاءة دروبكم»، الرياض - مؤسسة الإسلام اليوم 1428هـ
28. «تكوين المفكر», الرياض مؤسسة الإسلام اليوم 1430 هـ
29. «هي هكذا، كيف نفهم الأشياء من حولنا» الناشر: دار وحي القلم، دمشق (1431هـ/ 2010م)
30. «قطار التقدم» الناشر: دار وجوه للنشر والتوزيع، المملكة العربية السعودية، الرياض (1433هـ/2012م)
31. «ثقافة العمل الخيري» الناشر: مؤسسة الإسلام اليوم
32. «طفل يقرأ» الناشر: دار وجوه للنشر والتوزيع، المملكة العربية السعودية، الرياض (1434هـ/2013)
33. «مشكلات الأطفال»
34. «المراهق (كيف نفهمه وكيف نوجهه)»

### مقالات وفعاليات ثقافية

#### المقالات
أكثر من 150 مقالة علمية ومقالة رأي في مجلات وصحف عربية، منها:
- مجلة الفيصل (الرياض)
- المجلة العربية (الرياض)
- مجلة البيان (لندن)
- مجلة المعرفة (الرياض)
- مجلة الدعوة (الرياض)
- جريدة المسلمون (لندن)
- مجلة الإسلام اليوم
- موقع الإسلام اليوم (الرياض).

#### المحاضرات
أكثر من 100 محاضرة عامة ومتخصصة في عدد من الجامعات والمراكز الثقافية، ومنها:
- جامعة أم القرى (مكة المكرمة)
- جامعة الإمام محمد بن سعود الإسلامية (بريدة وأبها)
- كلية المعلمين (المدينة المنورة)
- جامعة الملك خالد (أبها)
- جمعية الإصلاح الاجتماعي (الكويت)
- المراكز الصيفية في المملكة العربية السعودية
- الندوة العالمية للشباب الإسلامي (الرياض)
- صندوق الحج (ماليزيا)
- نادي أبها الأدبي (أبها)
- الغرفة التجارية الصناعية بالقصيم (بريدة).

#### اللقائات التلفزيونية
أكثر من 300 حلقة تلفازية وإذاعية بثت في كل من:
- المملكة العربية السعودية: التلفزيون السعودي (بريدة)، إذاعة القرآن الكريم (الرياض)، قناة المجد (الرياض).
- مصر: قناة المجد (القاهرة).
- أكثر من 80 ساعة صوتية مسجلة على أشرطة كاسيت وموجودة في الأسواق.
- تركيا: إذاعة بورصة.

## الهيئات والجمعيات
1. عضو المجلس التأسيسي للهيئة العالمية للإعلام الإسلامي التابعة لرابطة العالم الإسلامي (الرياض).
2. عضو الهيئة الاستشارية بمجلة «الإسلام اليوم» (الرياض).
3. عضو الهيئة التأسيسية لقناة (دليل).

## وصلات خارجية
- موقعه الرسمي.
- صفحته على موقع طريق الإسلام.
- صفحة عبد الكريم بكار على موقع أبجد
- صفحة اقتباسات عبد الكريم بكار على موقع أبجد
- خمسون كتابا من كتب الشيخ عبد الكريم بكار http://www.dawahmemo.com/daw.php?id=148
- موقع الدكتور عبد الكريم بكار الرسمي
- صفحة الدكتور على الفيسبوك  على فيسبوك.
- موقع قناة الرسالة الفضائية
- جامعة ام القرى، مقالات الدكتور عبد الكريم بكار
- محاضرات الدكتور عبد الكريم بكار المرئية